# Live at Winterland
Live at Winterland uživo je album britansko-američkog rock sastava The Jimi Hendrix Experience, objavljen u svibnju 1987. godine od izdavačke kuće Rykodisc.

## O albumu
Album sadrži kompilaciju najboljih uživo izvedbi s nastupa kojeg je sastav održao od 10. do 12. listopada 1968. godine u Winterlandu, San Francisco, Kalifornija. Hendrix je još jednom potvrdio da popularnost što su mu donijele studijske snimke nije slučajna već je to ovim nastupom valorizirao. Publika je na tim nastupima u kasnim '60-ma ostala izvan sebe, a najbolje od te atmosfere izdvojeno je na 13 pjesama koje se nalaze na ovome albumu
Hendrix je u tri večeri imao nekoliko glazbenih gostiju na koncertu, a neki od njih su britanski pjevač i tekstopisac Steve Winwood, saksofonist Chris Wood, američki rock sastav Jefferson Airplane, te jedan od najistaknutijih svjetskih basista Jack Cassady i drugi.
Ubrzo nakon nastupa Experienci se razilaze, a Hendrix nije doživio izlazak albuma kojeg Rykodisc objavljuje tek 1987. godine.

## Popis pjesama
Sve pjesme napisao je Jimi Hendrix, osim gdje je to drugačije naznačeno.
| Br. | Skladba                 | Autor                                | Trajanje |
| --- | ----------------------- | ------------------------------------ | -------- |
| 1.  | »Prologue«              |                                      | 0:57     |
| 2.  | »Fire«                  |                                      | 3:12     |
| 3.  | »Manic Depression«      |                                      | 4:46     |
| 4.  | »Sunshine of Your Love« | Eric Clapton, Jack Bruce, Pete Brown | 6:25     |
| 5.  | »Spanish Castle Magic«  |                                      | 5:32     |
| 6.  | »Red House«             |                                      | 11:32    |
| 7.  | »Killing Floor«         | Chester Arthur Burnett               | 8:05     |
| 8.  | »Tax Free«              | Bo Hansson, Janne Karlsson           | 8:00     |
| 9.  | »Foxy Lady«             |                                      | 4:50     |
| 10. | »Hey Joe«               | Billy Roberts                        | 6:44     |
| 11. | »Purple Haze«           |                                      | 4:34     |
| 12. | »Wild Thing«            | Chip Taylor                          | 3:05     |
| 13. | »Epilogue«              |                                      | 0:30     |

## Izvođači
- Jimi Hendrix – električna gitara, vokal
- Mitch Mitchell – bubnjevi
- Noel Redding – bas-gitara, prateći vokal u skladbi 11
- Jack Casady – bas-gitara u skladbi 7

## Vanjske poveznice
- Discogs - recenzija albuma